# Георги Хаджиевтимов
Георги Хаджиевтимов (изписване до 1945 година: Георги хаджи Евтимовъ) е български революционер, войвода на Вътрешната македонска революционна организация.

## Биография
Хаджиевтимов е роден в Радовиш, тогава в Османската империя. Завършва висше образование, работи като учител. Същевременно участва в дейността на ВМОРО.
Изселва се в Симитли, където се занимава с дребна търговия. След войните влиза във възстановената ВМРО и става член на околийското ръководно легално тяло на Горноджумайска (с псевдоним Ксантийска) околия заедно с Аргир Манасиев, като председател, Васил Мечкуевски, като районен околийски войвода, Гоце Междуречки, Никола Северов и Георги Пенков. Делегат е на Селищкия околийски конгрес на 28 август 1923 година. След избухването на Септемврийското въстание през есента на 1923 година чета на ВМРО и милиция от около 500 – 600 души, предвождана от Георги Хаджиевтимов, арестува комунисти в село Крупник и потушава бунта в село Градево, след което съобщава за стореното в българското военно министерство. По лична заповед на Хаджиевтимов са убити комунистите Петър Пудев, Методи Мазнеов и Илия Калпачки.
Към март 1924 година е председател на Симитлийското македонско благотворително братство.
Хаджиевтимов към 1925 година е кмет на Симитли.
Атанас Джолев пише за Хаджиевтимов: „веселяк, песнопоец, скромен и искрен работник на организацията“. Иван Михайлов го нарича „съобразителенъ и вѣренъ на освободителната кауза.“.